# Dłużyna (Góry Wałbrzyskie)
Dłużyna (niem. Langer Berg) – fragment pasma Gór Wałbrzyskich, w postaci równomiernego grzbietu z kulminacją 685 m n.p.m.
Na stokach leżą porozrzucane głazy narzutowe, będące świadectwem obecności na tych terenach lądolodu skandynawskiego.

## Szlaki turystyczne
– Wałbrzych – Rybnica Leśna – Schronisko PTTK „Andrzejówka” – Mieroszów – Różana – Łączna – Chełmsko Śląskie – Błażejów – Lubawka.